# Caponiidae
Caponiidae zijn een familie van spinnen. De familie telt 21 beschreven geslachten en 142 soorten. Het betreft kleine spinnetjes van 2 tot 5 mm grootte.

## Taxonomie
Voor een overzicht van de geslachten en soorten behorende tot de familie zie de lijst van Caponiidae.

## Verspreidingsgebied
De soorten van de familie komen voor in Amerika (Verenigde Staten en Midden- en Zuid-Amerika), Afrika en Iran.

## Geslachten
- Aamunops Galán-Sánchez & Álvarez-Padilla, 2022
- Calponia Platnick, 1993
- Caponia Simon, 1887
- Caponina Simon, 1891
- Carajas Brescovit & Sánchez-Ruiz, 2016
- Cubanops Sánchez-Ruiz, Platnick & Dupérré, 2010
- Diploglena Purcell, 1904
- Iraponia Kranz-Baltensperger, Platnick & Dupérré, 2009
- Laoponia Platnick & Jäger, 2008
- Medionops Sánchez-Ruiz & Brescovit, 2017
- Nasutonops Brescovit & Sánchez-Ruiz, 2016
- Nops MacLeay, 1839
- Nopsides Chamberlin, 1924
- Nopsma Sánchez-Ruiz, Brescovit & Bonaldo, 2020
- Notnops Platnick, 1994
- Nyetnops Platnick & Lise, 2007
- Orthonops Chamberlin, 1924
- Roddenberryus Sánchez-Ruiz & Bonaldo, 2023
- Taintnops Platnick, 1994
- Tarsonops Chamberlin, 1924
- Tisentnops Platnick, 1994